# Alcmeone
Alcmeone (in greco antico: Ἀλκμαίων?, Alkmàiōn) è un personaggio della mitologia greca, primo figlio di Anfiarao (uno dei Sette contro Tebe) ed Erifile.
Ad Alcmeone viene attribuita una sposa (Manto) che gli diede i figli Anfiloco e Tisifone.

## Mitologia
Alcmeone fu uno degli Epigoni che guidarono la seconda spedizione contro la città di Tebe. Dopo la vittoria, tornò ad Argo ed uccise la madre, che aveva convinto Anfiarao a partecipare alla spedizione in cui trovò la morte con il fine di impossessarsi della collana dell'eterna giovinezza di Armonia, custodita nei forzieri di Tebe.
Erifile, tuttavia, prima di morire, lanciò un anatema contro il figlio, che fu inseguito senza tregua per molti giorni dalla furia delle Erinni, impazzendo.
Alcmeone giunse quindi alla corte di Fegeo, re di Psofi in Arcadia, che convinse il dio Apollo a cancellare la maledizione. Questi vi riuscì e poté sposare Alfesibea (secondo altre versioni il nome era Arsinoe), figlia di Fegeo. Quando l'eroe di Argo decise di donare la collana di Armonia alla moglie, le Erinni ricomparvero, scatenando una carestia tremenda in Arcadia.

### Il consiglio dell'oracolo
Alcmeone fu quindi costretto a ripartire e giunse alla foce del fiume Acheloo. Qui si stabilì su una nuova isola, formatasi dopo un'alluvione.
Seguendo il consiglio di un oracolo, andò alla ricerca del dio del fiume Acheloo, in quanto la sua purificazione avrebbe potuto fermare la furia delle Erinni.
Una volta raggiunto il proprio scopo, sposò Calliroe, figlia di Acheloo, che gli diede due figli: Acarnano e Anfotero. Calliroe, però, quando seppe della collana, pretese che il marito gliela donasse, costringendolo a tornare a Psofi.
Alcmeone riuscì a farsela restituire, promettendo che l'avrebbe offerta al santuario di Apollo a Delfi, ma quando il re di Psofi seppe i suoi veri intenti, lo fece uccidere dai figli. Alfesibea, per vendicare la morte dell'amato, si accordò con Calliroe e i figli che questa aveva generato con Alcmeone: attirò in un luogo isolato i fratelli, che qui trovarono la morte per mano dei figli di Alcmeone.

## Altro mito
Un altro mito come sposa di Alcmeone vede di nuovo sempre la figlia di re Fegeo (Arsinoe), ma in questa versione, quando lei venne a conoscenza dell'omicidio commesso dal padre, lo maledice ed ottiene la vendetta di essere venduta come schiava.